# Sparkasse Altmark West
Die Sparkasse Altmark West ist eine Sparkasse in Sachsen-Anhalt mit Sitz in Salzwedel. Sie ist eine Anstalt des öffentlichen Rechts.

## Geschäftsgebiet und Träger
Das Geschäftsgebiet der Sparkasse Altmark West umfasst den Altmarkkreis Salzwedel, welcher auch Träger der Sparkasse ist.

## Geschäftszahlen
Die Sparkasse Altmark West wies im Geschäftsjahr 2024 eine Bilanzsumme von 1,224 Mrd. Euro aus und verfügte über Kundeneinlagen von 1,024 Mrd. Euro. Gemäß der Sparkassenrangliste 2024 liegt sie nach Bilanzsumme auf Rang 298. Sie unterhält 12 Filialen/Selbstbedienungsstandorte und beschäftigt 179 Mitarbeiter.

## Sparkassen-Finanzgruppe
Die Sparkasse Altmark West ist Teil der Sparkassen-Finanzgruppe und gehört damit auch ihrem Haftungsverbund an. Er sichert den Bestand der Institute und sorgt dafür, dass sie auch im Fall der Insolvenz einzelner Sparkassen alle Verbindlichkeiten erfüllen können. Die Sparkasse vermittelt Bausparverträge der regionalen Landesbausparkasse, offene Investmentfonds der Deka und Versicherungen der Öffentliche Versicherungen Sachsen-Anhalt. Im Bereich des Leasing arbeitet die Sparkasse Altmark West mit der  Deutschen Leasing zusammen. Die Funktion der Sparkassenzentralbank nimmt die Nord/LB wahr.

## Geschichte
Zu den Vorgängerinstituten gehören unter anderen die folgenden:

### Sparkasse der Altmark
Die landständischen Vertreter der Altmark bestanden nach Abtrennung der Altmark 1815 von der übrigen Mark Brandenburg darauf, in eigener Körperschaft organisiert zu bleiben und nicht den Provinzialständen Sachsen in Merseburg angeschlossen zu werden. Daher verabschiedete Preußens Parlament am 17. August 1825 das Gesetz zur Gründung des Kommunalständischen Verbands der Altmark, dessen Vertretungs- und Beschlussorgan der Kommunallandtag der Altmark war. Die altmärkischen Landstände beschlossen 1843, um auch Kleinsparern eine sichere Einrichtung für ihre Sparkonten zu bieten, die Ständische Sparkasse der Altmark zu gründen.
Sitz und ihre Hauptstelle (Hauptsparkasse im Sprachgebrauch dieses Instituts) hatte diese so genannte Flächensparkasse in Stendal (1909–50 als Stadtkreis nicht kreisangehörig), deren Geschäftsgebiet im Übrigen die Kreise Gardelegen, Osterburg, Salzwedel und Stendal umfasste. Diese ständische Sparkasse nahm die Geschäftstätigkeit aber erst am 1. Januar 1846 auf und unterhielt Nebenkassen in Arendsee (Altmark), Calbe an der Milde, Gardelegen und Seehausen (Altmark). Am 1. März 1927 wurde die Auflösung des Kommunalständischen Verbands der Altmark beschlossen, da er Gewährträger war, verhandelten die altmärkischen Kreise darum, einen Gewährträger-Zweckverband zu bilden, um die Sparkasse der Altmark fortführen zu können. Im Jahre 1928 unterhielt die Sparkasse neben der Hauptsparkasse in Stendal weitere 22 so genannte Nebenkassen, die Gewährträgerhaftung ging dann auf besagte Kreise der Altmark über, allein der Kreis Salzwedel ging eigene Wege und erweiterte die Stadtsparkasse Salzwedel zur Kreis- und Stadtsparkasse Salzwedel. Im übrigen Geschäftsbereich der Sparkasse der Altmark entfiel der Namenszusatz Ständische aus der Firma. Die Sparkasse der Altmark wurde zum 31. Dezember 1949 aufgelöst, die einst im Zweckverband als Gewährträger verbundenen Kreise gründeten je ihre eigenen Kreissparkassen.

### Stadtsparkasse und Kreissparkasse Salzwedel
Bürger Salzwedels bewogen 1842 die Stadt dazu die Stadtsparkasse Salzwedel zu gründen, die am 6. März 1843 eröffnete. Der Kreis Salzwedel erweiterte die Stadtsparkasse Salzwedel zur Kreis- und Stadtsparkasse Salzwedel, nachdem er 1928 dem Gewährträger-Zweckverband für die Sparkasse der Altmark nicht beitreten wollte. Diese schloss ihre Nebenkassen im Kreisgebiet von Salzwedel, während die Kreis- und Stadtsparkasse Salzwedel 1929 neue Filialen eröffnete. Mit Neuzuschnitt der Kreise in der DDR 1952 wurde der Kreis Salzwedel verkleinert zu Gunsten neuer Kreise, wie der Kreis Kalbe (Milde), der im November 1952 die Filialen der Stadt- und Kreissparkasse Salzwedel im Kalber Kreisgebiet als Teil der neuen Kreissparkasse Kalbe übernahm.